# Dubovica
Dubovica je obec na Slovensku v okrese Sabinov. V roce 2013 zde žilo 1 499 obyvatel, rozloha katastru obce je 1 716 ha. První písemná zmínka o obci pochází z roku 1278.

## Geografie

### Poloha
Obec leží v severozápadní části Šarišské vrchoviny v údolí Dubovického potoka, pravostranného přítoku Torysy, dva kilometry jižně od centra Lipan. Nadmořská výška se pohybuje v rozmezí 381–1028 m, střed obce je ve výšce 420 m n. m., nejnižší bod je 381 m n. m. a nejvyšší bod je 1 028 m n. m.

### Sousední obce
Obec sousedí:
| Ďačov         |          | Lipany    |
| Vysoká        |          | Rožkovany |
| Nižný Slavkov | Renčišov |           |